# Ramalho Ortigão
Œuvres principales
- As Farpas (1871-1882)
- Carta de um Velho a um Novo (1914)

José Duarte Ramalho Ortigão né le 24 octobre 1836 à Porto et mort le 27 septembre 1915 à Lisbonne, est un écrivain portugais.

## Biographie
José Duarte Ramalho Ortigão est né à Porto, dans la Casa de Germalde, commune de Santo Ildefonso. Il était l'ainé d'une fratrie de neuf frères, fils du premier-lieutenant d'artillerie Joaquim da Costa Ramalho Ortigão et de D. Antónia Alves Duarte Silva Ramalho Ortigão.
Ramalho Ortigão passa son enfance dans une ferme de Porto avec sa grand-mère maternelle tandis que son grand-oncle et parrain Frei José do Sacramento prit en charge son éducation. À Coimbra, il fréquenta brièvement un cours de droit et commença à travailler en tant que professeur de français dans le Collège de Lapa (Porto) dont son père était le directeur. Il eut comme élève, entre autres, Eça de Queirós et Ricardo Jorge. À cette époque, il s'initie au journalisme et collabore au Journal de Porto.
Il épouse, le 24 octobre 1859, D. Emília Isaura Vilaça de Araújo Vieira, qui lui donne trois enfants : Vasco, Berta et Maria Feliciana.
Toujours à Porto, il prend part à la Question Coimbrã avec son essai Littérature d'aujourd'hui et finit par affronter Antero de Quental dans un duel à l'épée, l'accusant de lâcheté pour avoir insulté le vieil écrivain António Feliciano de Castilho. Ramalho fut blessé physiquement lors de ce duel, le 6 février 1866 dans le Jardin de Arca d'Água.
L'année suivante, en 1867, il visita l'Exposition universelle de Paris, qui lui inspira le livre À Paris, premier d'une série d'ouvrages de voyage. Insatisfait de sa condition à Porto, il emménage à Lisbonne avec sa famille, saisissant alors un poste d'officier de l'Académie des sciences de Lisbonne.
À Lisbonne, il retrouve son ancien élève Eça de Queirós avec qui il écrit un « roman exécrable » (qualificatif des propres auteurs dans la préface de 1884): Le mystère de la route de Sintra (1870). La même année, Ramalho Ortigão publie Histoires roses et démarre la parution de Courrier d'aujourd'hui (1870-71). En 1871, en collaboration avec Eça de Queirós, sont édités les premiers fascicules de As Farpas (Les Piques), qui seront par la suite réunis en deux volumes sous le titre Une campagne joyeuse. À la fin de l'année 1872, son ami Eça de Queirós part à La Havane exercer son premier poste de Consul à l'étranger, confiant à Ramalho Ortigão la tâche de rédiger seul la fin de As Farpas.
Pendant ce temps, Ramalho Ortigão devient une des principales figures de la dénommée Génération de 70 et connaitra la même désillusion que les autres membres de ce groupe. Initialement, ils avaient l'intention de rapprocher le Portugal des sociétés européennes modernes, cosmopolites et anticléricales. Déçus par le progrès matériel de l'Europe des Lumières, ils revinrent par la suite aux racines du Portugal et vers le programme d'une « reportugalisation du Portugal ». C'est lors de cette seconde phase de la formation du groupe, désormais nommé Les Vaincus de la vie, que Ramalho Ortigão est rejoint par le comte de Sabugosa, le comte de Ficalho, le marquis de Soveral, le comte de Arnoso, Antero de Quental, Oliveira Martins, Guerra Junqueiro, Carlos Lobo de Ávila, Carlos de Lima Mayer et António Cândido. À l'éminence intellectuelle de l'époque s'allie désormais la noblesse, dans un dernier effort pour restaurer le prestige de la monarchie, le roi Charles Ier de Portugal ayant été élu à l'unanimité par un « groupe de députés compatriotes. »
À la suite de l'assassinat du roi le 1er février 1908, il écrit Le Martyre Don Carlos. Avec l'instauration de la République en 1910, il demanda immédiatement à Teófilo Braga sa démission de son poste de bibliothécaire de la Bibliothèque Royale, lui écrivant qu'il refusait d'adhérer à la République et de « participer ainsi à l'abject numéro de punaises qui, sortant d'un trou, viennent recouvrir de façon répugnante le lit du gouvernement ». Il partit ensuite en exil volontaire à Paris, où il commence la rédaction des Últimas Farpas (Dernières Piques, 1911-1914) contre le régime républicain. L'ensemble des Farpas, fut plus tard regroupé en quinze volumes, auxquels sont ajoutés les deux volumes des Farpas Esquecidas (Les Piques Oubliées). Ledit volume des Últimas Farpas est l'œuvre qui lui apporta la plus grande reconnaissance, pour avoir été rédigée dans un portugais raffiné, toujours très critique et révélateur d'une capacité d'observation affûtée. Eça de Queirós écrivit que dans ses Farpas, Ramalho Ortigão « a étudié et peint son pays dans l'âme et le corps ».
Il retourna au Portugal en 1912, et en 1914 adresse à João do Amaral sa célèbre Carta de um velho a um novo (Lettre d'un vieillard à un jeune), d'où émergera le mouvement d'idées politiques baptisé Intégralisme lusitanien :
« L'orientation mentale de la jeunesse contemporaine comparée à l'orientation des jeunes garçons de mon temps établit entre nos cérébrations respectives une différence de niveau qui disloque l'axe du respect dans la société dans laquelle nous vivons, obligeant l'élite des anciens à s'incliner humblement devant l'élite des plus jeunes ».
Atteint d'un cancer, il se recueillit dans la maison de santé du Dr Henrique de Barros située à l'époque place de Rio de Janeiro (Lisbonne) et mourut le 27 septembre 1915 dans sa maison de Calçada dos Caetanos, dans la commune de Lapa.
Ramalho Ortigão fut commandeur de l'ordre du Christ et commandeur de l'ordre de la Rose au Brésil. En plus du poste de bibliothécaire de la Bibliothèque Royale, il fut Secrétaire et Officier de l'Académie Nationale de Sciences, membre du Conseil des Monuments Nationaux, membre de la Société portugaise de géographie, de l'Académie des Beaux-Arts de Lisbonne, de la Guilde littéraire, du Cabinet royal portugais de lecture de Rio de Janeiro et membre de la Société des concerts classiques de Rio de Janeiro. En Espagne, il fut nommé grand-croix de l'ordre d'Isabelle la Catholique, membre de l'Académie d'histoire de Madrid, de la Société de Géographie de Madrid, de la Real Academia de Bellas Artes de San Fernando, de l'Unión Iberoamericana et de la Real Academia Sevillana de Buenas Letras.

## Œuvre

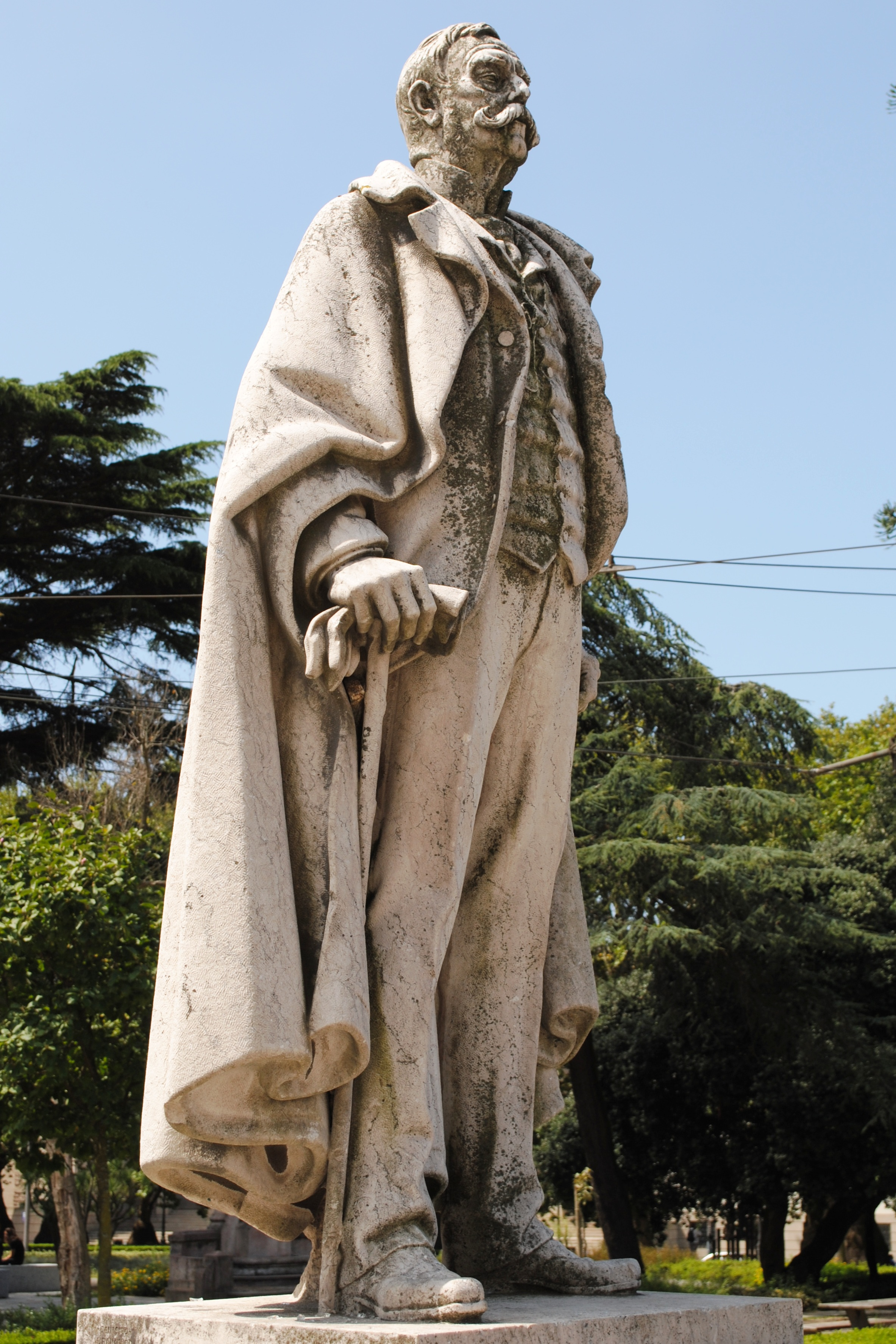
Statue de Ramalho Ortigão à Porto.

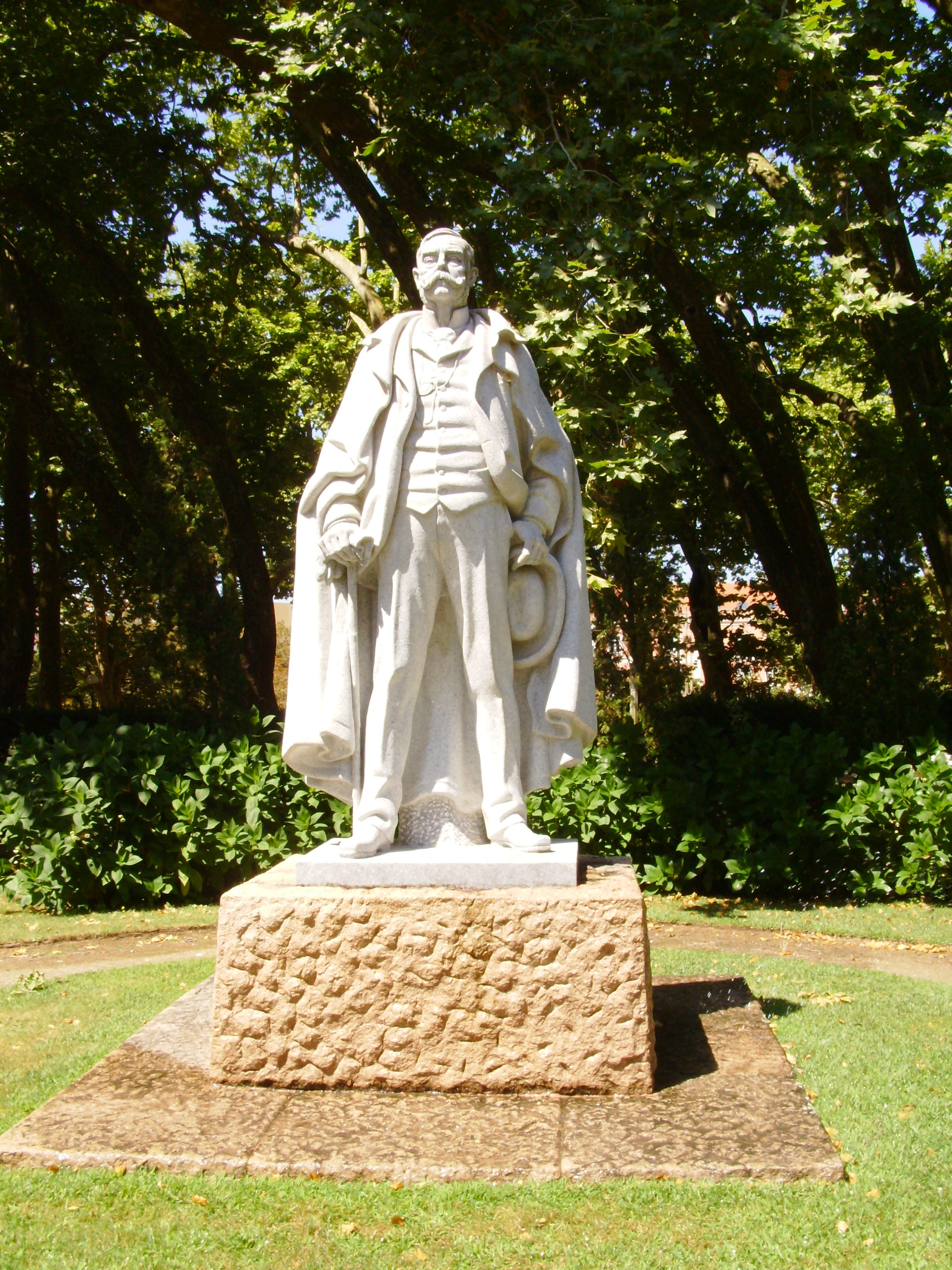
Statue de Ramalho Ortigão par Leopoldo de Almeida (parc D. Carlos I, Caldas da Rainha.)

- 1870 : O Mistério da Estrada de Sintra (avec Eça de Queirós)
- 1870-1871 : Correio de Hoje
- Em Paris
- Biografia de Emília Adelaide Pimentel
- 1871-1872 : As Farpas (avec Eça de Queirós)
- 1871-1882 : As Farpas
- 1875 : Banhos de Caldas e Águas Minerais
- 1876 : As Praias de Portugal
- Teófilo Braga: Esboço Biográfico
- Notas de Viagem
- Pela Terra Alheia: Notas de Viagem
- A Lei da Instrução Secundária na Câmara dos Deputados de Portugal
- 1883 : A Holanda
- 1887 : John Bull - Depoimento de uma testemunha acerca de alguns aspectos da vida e da civilização inglesa
- 1896 : O Culto da Arte em Portugal
- 1908 : D. Carlos o Martirizado
- 1911-1914 : Últimas Farpas
- 1914 : Carta de um Velho a um Novo